# Isidro Pedraza Chávez
Isidro Pedraza Chávez (Jacala de Ledezma, Hidalgo, 15 de mayo de 1959-Pachuca de Soto, 10 de noviembre de 2020) fue un político mexicano afiliado al Partido de la Revolución Democrática y candidato a la presidencia municipal de Pachuca.

## Biografía
Chávez nació el 15 de mayo de 1959, en Jacala de Ledezma, Hidalgo. En 1985 obtuvo la licenciatura de educación básica en la Universidad Pedagógica Nacional. Se desempeñó como senador de la LXII Legislatura del Congreso Mexicano representando al estado de Hidalgo. También se desempeñó como diputado durante la Legislatura LX.
Chávez falleció el 10 de noviembre de 2020 de COVID-19 a la edad de 61 años.